# Lingua piemontese

"Ël drapò", bandiera ufficiale della Regione Piemonte

Il piemontese (nome nativo piemontèis, [pjemʊŋˈtɛi̯z]) è una lingua romanza appartenente al gruppo delle lingue gallo-italiche parlate nell'Italia settentrionale.
Il piemontese è una lingua che possiede caratteristiche lessicali, fonetiche e morfo-sintattiche peculiari, che lo distinguono con una certa intensità all'interno del continuum, e lo differenziano nettamente dall'italiano. È anche lingua di raccordo tra il lombardo e l'occitano.
Nella regione Piemonte sono utilizzate storicamente ben otto lingue, di cui quella che prende il nome di "piemontese" è l'unica ad essere centrata e racchiusa quasi interamente nel territorio della suddivisione amministrativa. La lingua piemontese è inoltre parte della memoria storica della colonizzazione gringa della pampa argentina. Dal punto di vista genealogico, il piemontese deriva dall'innesto della lingua latina sulle lingue celtiche e celto-liguri dopo l'occupazione romana del Piemonte, con successivi contatti e apporti dalle lingue prossime e da quelle adottate come ufficiali.
Come lingua scritta il piemontese si usa fin dal XII secolo (Sermoni subalpini), ma una vera koinè per uso letterario si è sviluppata solo nel Settecento, epoca che vide la nascita di una letteratura a carattere nazionale che toccò poco per volta tutti i generi: dalla lirica al romanzo, alla tragedia e all'epica. La grafia piemontese si basa sulla tradizione del Settecento; tuttavia dal Novecento gode di una normazione più precisa e completa che ha dato un non piccolo contributo alla stabilità e all'unità della lingua, contribuendo inoltre a codificare anche alcune varietà orali che avevano avuto tradizioni letterarie scarse o assenti.
Pur non essendo regolato ufficialmente da nessuna istituzione, il piemontese è materia di ricerca del Centro Studi Piemontesi - Ca dë Studi Piemontèis, fondato a Torino da Renzo Gandolfo nel 1969, che conduce ricerche sulla lingua, la letteratura e le sue varietà, e organizza i Rëscontr antërnassionaj per attirare allo studio della lingua altri accademici occidentali.

## Caratteristiche

### Fonetica
- Apocope, ovvero caduta di quasi tutte le vocali finali atone ad eccezione di /a/.
- Indebolimento delle vocali atone: /meˈlʊŋ/ > /məˈlʊŋ/ > /mˈlʊŋ/ (It. melone).
- Nasalizzazione delle vocali davanti alla consonate nasale alveolare /n/, come in francese, e successivo spostamento della nasalizzazione dalla vocale alle consonante successiva con sviluppo della serie /ŋn/ e successiva caduta di [n] (/ˈbuna/> /ˈbũna/> /ˈbuŋna/ > /ˈbuŋa/ (It. buona)).
- Sviluppo delle vocali /ø/ e /y/ a partire, rispettivamente, da O breve e U lunga del latino.
- Degeminazione consonantica: SERRARE > saré (it. chiudere).
- Il gruppo latino delle occlusive -CT diventa –it-, come in francese antico: NOCTEM > neuit (It. notte); LACTEM > làit (It. latte).
- Palatizzazione dei nessi CL- e GL- : CLARUS > ciàr (it. chiaro), GLANDI > gianda (it. ghianda).
- Le consonanti latine occlusive non sonore /p/, /t/, /k/, subiscono un indebolimento o perfino cadono: FORMICAM > formìa (It. formica); APRILEM > avril (It. aprile), CATHÉGRA > cadrega (it. sedia).
- I nessi sillabici CE- CI e GE- GI-, che in latino sono velari /k/-/g/, sono diventati affricati alveolari /t͡s/ e /d͡ʑ/ (e in alcun dialetti c'è stato un ulteriore passaggio a /d͡z/), successivamente /t͡s/ e /d͡z/ sono diventati fricativi: /s/ e /z/: CINERE > sënner (it. cenere); CENTUM > sent (It. cento); ONDECIM > onze (It. undici), GINGIVA > zanziva (It. gengiva).
- A piacere, si può usare la ë prostetica (come un tempo la i- in italiano, oggi desueta) dinanzi a tutte le parole che iniziano per s + consonante o gruppi consonantici difficili, se la parola precedente termina con consonante: un grand ëscrivan (it. un grande scrivano), sinch ëstèile (It. cinque stelle); quatr ëfnoj (It. quattro finocchi); i son ëstàit (It. sono stato).

### Morfologia e sintassi

#### Sostantivi e aggettivi
- Il singolare e il plurale dei nomi maschili sono identici: ël cit / ij cit; ël prèive / ij prèive, è l'articolo a stabilire il numero del sostantivo.
- Nella proposizione comparativa, per esprimere il secondo termine di paragone si usa "che" e non "di": cost lìber a l'é pì bel che 'l tò.
- Gli aggettivi numerali ordinali si fermano a sest o setim, oltre si usa la forma col che a fa eut, col ch'a fa neuv, col ch'a conta des, col ch'a conta óndes, oppure il numero semplice Luis XIV > Luis quatòrdes

#### Pronomi personali
- La frase piemontese affermativa usa obbligatoriamente il pronome personale soggetto atono (con o senza presenza del pronome personale soggetto tonico), il che dà origine ad una struttura grammaticale aliena tanto all'italiano quanto al francese, ma riscontrabile nell'arco alpino anche in lingua friulana. Esempio:  (Mi) i son.
- Nelle forme interrogative può essere utilizzata una particella interrogativa enclitica (e in questo caso in genere scompare il pronome verbale). Esempio:  Veus-to deje deuit a sossì?.
- Per esprimere i casi locativo e dativo si aggiungono spesso particelle dative e locative ai pronomi verbali I-i son ansima; I-j diso; sebbene la pronunzia spesso vari in modo appena percettibile, la differenza tra locativo i e dativo j viene espressa nella forma scritta.
- Spesso il pronome personale oggetto viene raddoppiato. Es: "mi ha detto" = a m'ha dime.
- I complementi clitici nei tempi composti si pospongono al verbo: i l'hai faje; a l'ha dijlo.

#### Pronomi ed avverbi interrogativi
- Le interrogative introdotte da avverbio o pronome necessitano spesso dell'uso del pronome "che". Altrettanto gli avverbi e i pronomi delle frasi affermative: chi ch'a l'é? = chi è?; quand ch'i rivo = quando arrivo; chi ch'a l'ha dimlo = chi me lo ha detto.

#### Verbi
- Persiste in piemontese occidentale la desinenza sigmatica latina della seconda persona singolare verbale, che invece cade in italiano:
  - nella desinenza della seconda persona singolare del presente indicativo negli ausiliari e nei verbi irregolari: it ses; it vas; it l'has; it sas.
  - nella desinenza della seconda persona singolare del futuro di tutti i verbi: it cantras; it sernras...
  - nella desinenza della seconda persona singolare di ogni modo e tempo nella costruzione della forma interrogativa con il relativo pronome: càntës-to?; fas-to?; parlàvës-to?...
- La negazione si pone dopo il verbo o l'ausiliare: i mangio nen; i l'hai nen mangià.
- Si preferisce porre il modo finito del verbo (forma esplicita) in luogo dell'infinito: so di scrivere male = i sai ch'i scrivo mal.
- Esiste un imperativo negativo (assente in italiano, ove si usa la forma infinita) Fa nen lolì!
- Si adoperano spesso gli infiniti sostantivati in luogo del sostantivo italianizzato: es: il battito del cuore = ël bate dël cheur; una bella parlata = un bel parlé; un'andatura sostenuta = un bel andé'
- Le forme italiane "sono io, sei tu..." si possono trasformare in a l'é mi, a l'é ti. Es: sono io che l'ho comprato = a l'é mi ch'i l'hai catalo. In tutti i casi, non è meno corretto dire i son mi ch'i l'hai catàlo, it ses ti ch'it l'has catàlo.
- In luogo del participio presente (che è molto desueto) e del gerundio, per evidenziare la continuità dell'azione, si suole adoperare l'espressione esse 'n camin che.... es.: Dove stai andando? = Anté ch'it ses an camin ch'it vas? Il sole morente sul fiume = ël sol an camin ch'a meuir an sël fium. In piemontese è scorretto dire: "sto andando" = i ston/stagh andanda, che è un calco dell'italiano comparso nel secondo Novecento. La dizione corretta è: i so'n camin ch'i vogn.
- Quando il futuro è già evidenziato da un complemento di tempo il verbo resta al presente: doman i rivo = domani arriverò.
- In piemontese il tempo verbale che in italiano corrisponde al passato remoto è scomparso dall'uso dal Settecento. Viene usato al suo posto il passato prossimo: Una settimana fa andai, si traduce na sman-a fa i son andàit. Al limite se si tratta di tempi molto remoti si utilizza il trapassato prossimo: Ci andai dieci anni fa diventa I j'era andaie ch'a l'é des agn. Questa caratteristica è così profonda che anche nel parlare in Italiano i piemontesi utilizzano molto raramente il passato remoto.

#### Preposizioni
- Con complementi di tempo non si utilizza la preposizione "in" nelle forme articolate, ma "di", ossia ëd: "nel duemilacinque" = dël doimilassinch. "nella Seconda Guerra Mondiale" = dla guèra dël Quaranta. "I coetanei nati nel 1958" = ij coscrit nà dël 58, "In agosto" = dël mèis d'Aost, "in autunno" = d(l)'oteugn.
- Nella sintassi più corretta, il verbo andé ("andare") regge gli infinitivi senza l'interposizione della preposizione "a", comportandosi come un verbo modale. Nemmeno la parola ca ("casa") richiede la preposizione: "vado a casa a mangiare" = i von ca mangé
- La preposizione articolata ant la davanti alla parola ca ("casa") è talvolta scritta come un unico sintagma avverbiale antëcà ("dentro casa").
- In alcune varietà il complemento di moto a luogo riferito a persone (sia nomi comuni che propri) si fa con la preposizione an senza articolo, anziché da: "vado a casa dallo zio Giacomo" = i von ca 'n barba Giaco.
- Solo in Val Sangone e nella Bassa Val di Susa, a contatto con le locali varietà franco-provenzali, la proposizione del complemento di mezzo non è la più comune con, ma to 'd: "battevano con un martello" = a batìo to d'un martèl.

## Diffusione e limiti geografici
In Piemonte si parlano 6 tipi linguistici differenti. Di conseguenza, l'area in cui si parla la lingua piemontese, pur essendo piuttosto vasta, non coincide con l'intera superficie della regione Piemonte. Tutta la provincia del VCO, amministrativamente piemontese, è infatti di parlata lombarda, eccetto Formazza e Macugnaga, che sono colonie di lingua walser, come anche Alagna e Rimella in Valsesia.
La Provincia di Novara è invece interessata dal confine tra il piemontese e il lombardo. L'ultima fascia di comuni che porta in modo variabile i tratti piemontesi è quella compresa tra il corso della Sesia e dell'Agogna, che sono gli ultimi  classificabili come effettivi piemontesi prima di cedere il passo a un dialetto di transizione e poi al lombardo.
Questi comuni sono gli ultimi che praticano l'enclisi dei pronomi con i participi passati, la vocalizzazione della "L" (come càud vs. cald dal latino CALIDU), la sesta persona indicativa in -o (lor i canto vs. lor i càntan), i dittongamenti piemontesi (candèila, sèira e non "candèla, sèra" o candira, sira, tipici lombardi) mentre immediatamente a est compaiono con forza tratti lombardi come la conservazione delle occlusive intervocaliche che in piemontese cadono (dismentigà vs. dësmentié), gli infinitivi terminanti per consonante (vess, scriv), il tipo pronominale luu/lee al posto di cëll/cëlla oltre ad usi lessicali tipicamente lombardi (mett e non più il piemontese buté; trà e non più il piemontese campé; botelia e non più il piemontese bota). 
     ceppo piemontese
     ceppo ligure
     tortonese

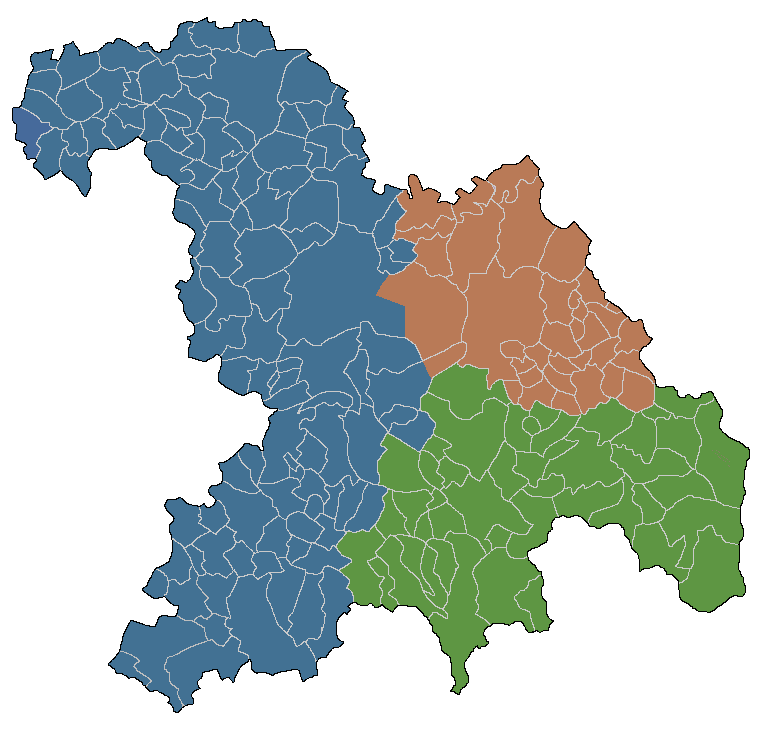
Lingue autoctone della provincia di Alessandria
ceppo piemontese
ceppo ligure
tortonese

Di contro al valsesiano e al novarese occidentale, che sono i dialetti più lombardi del piemontese (conservano infatti alcune occlusive intervocaliche, il pronome dativo-locativo ghë anziché il tipo lenito piemontese jë/ië, usano frequentemente la negazione lombarda mia, e possiedono ovvie vicinanze nel lessico), alcuni tratti piemontesi si rinvengono nel Cusio e nella città di Novara, residui tuttavia in un tipo di parlate già lombardo (tra questi, la vocalizzazione della L, diffusa in Cusio e nell'Alto-Novarese, la quarta persona terminante per -oma, il plurale femminile terminante per vocale, i dimostrativi del tipo col, cost che iniziano per ['kʊ-], localmente anche l'esito palatizzato in "-é" del latino -ARE, invece dell'"-à" che è dominante nel tipo lombardo, e i giorni della settimana piemontesi non terminanti per "-dì").
Verso sud, il Po segna il confine tra piemontese e lombardo. Si trovano tratti piemontesi anche nella Lomellina occidentale, in particolare per la coniugazione verbale a Candia e Breme, ma subito a est i tratti lombardi sono in tutto dominanti, a parte la caduta di alcune occlusive intervocaliche che compare ancora. Si ha di fatto un dialetto piemontese che conserva alcune occlusive (il valsesiano) e un dialetto lombardo che le fa cadere alla piemontese (il lomellino occidentale). In ogni caso coincidono con questo tratto del Po da Casale a Valenza le isoglosse della vocalizzazione di L, della negazione post-verbale nen(t) (nò in Lomellina) e dell'uso del verbo travajà contro il lombardo lavorà. Si noti che in questa zona su entrambe le sponde, sia quella lomellina che quella monferrina, l'infinitivo derivato da -ARE non è palatizzato alla piemontese.
In provincia di Alessandria sono presenti forti interferenze fra tre ceppi: piemontese, ligure ed emiliano.
Il limite del piemontese è posto all'incirca lungo il corso della Scrivia e quello dell'Orba, lungo i quali s'interrompono in modo abbastanza improvviso i tratti che caratterizzano il monferrino come piemontese: rispetto al tortonese l'assenza della coniugazione in consonante (scrivi vs. scriv), il plurale femminile vocalico e non adesinenziale (ël dòni vs. i donn), la seconda persona singolare vocalica e non adesinenziale (ti it canti vs. ti it cant), e rispetto alle varietà di tipo ligure la concomitanza di vocali finali al maschile (es.: binel/binej vs. binello/binelli) e il trattamento ligure dei nessi consonantici latini PL-, BL- e FL- (pian, bianch e fior vs. cian, gianco e sciô). Esistono dialetti liguri con vocali finali ma con un trattamento più gallo-italico di tali nessi. Ne risulta che nella città di Novi Ligure e nell'Ovadese orientale, oltre alle valli Scrivia, Borbera e Lemme, si parla ligure (sono passate ad Alessandria solo dal Decreto Rattazzi del 1859). Nella città di Ovada invece si parla un dialetto locale di transizione tra il piemontese e il ligure dell'oltregiogo occidentale

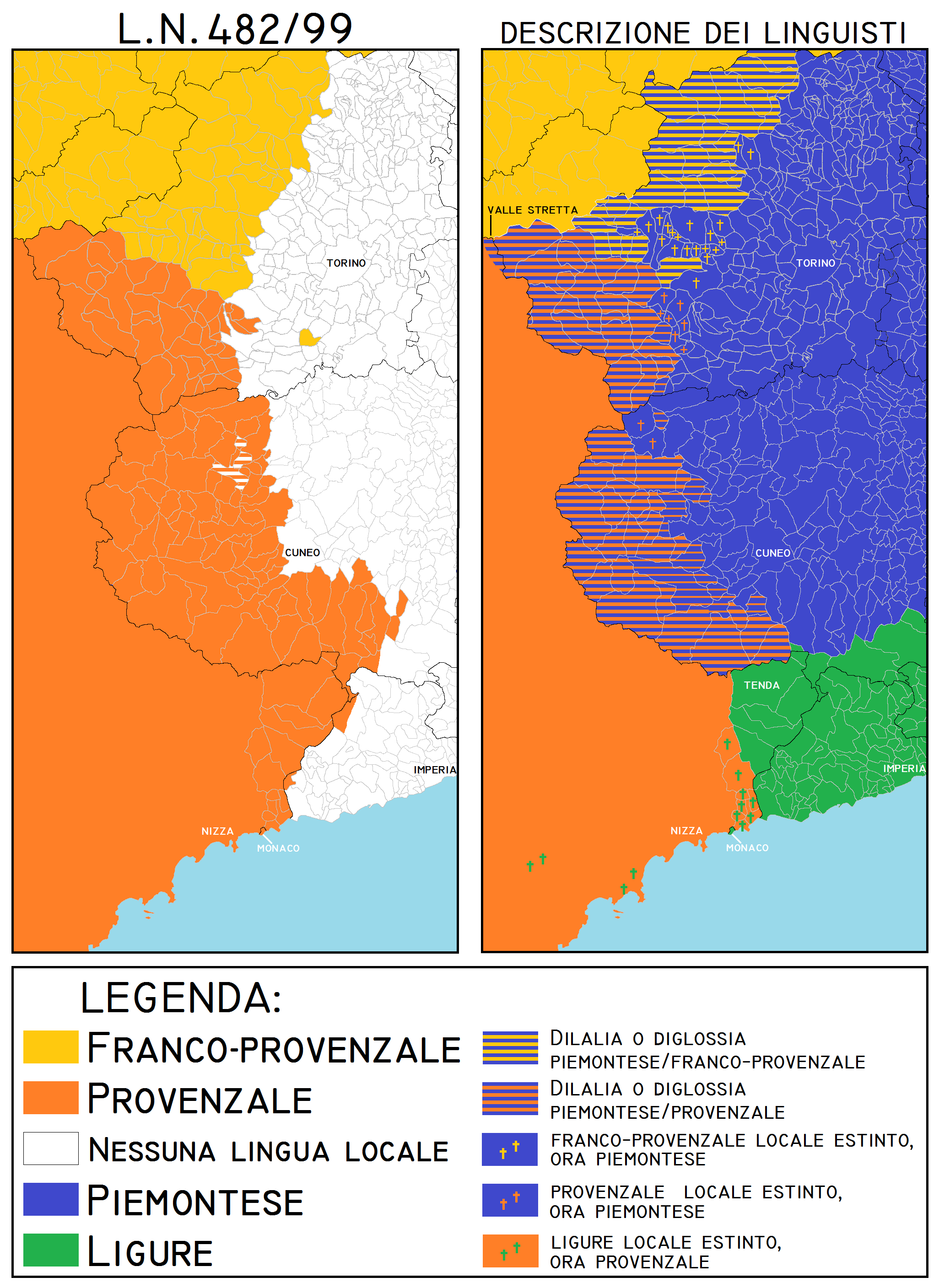
Descrizione del Piemonte e della Liguria occidentale, secondo la Legge 482/99 e Chambra d'Oc, confrontata con la descrizione del medesimo settore secondo gli studi linguistici totali o parziali effettuati nella zona dagli anni '70 del XX secolo a oggi.

Per un breve tratto da Molare a Pareto il confine linguistico segue quello amministrativo, mentre più a ovest si apre un'ampia zona di transizione compresa nella provincia di Savona costituita dall'alta Val Bormida. Il dialetto locale presenta una fonetica simile ai vicini dialetti alto langaroli e alto monferrino (conservazione dei foni [ʃ] e [ʒ], velarizzazione di [a] tonica, e rotacismo e indebolimento di [ɾ] e [l]), ma si distingue per avere una maggiore coloritura ligure. I tre nessi latini PL, BL, FL sono trattati alla ligure (cian, gianch, sciô), tuttavia possiede una prevalente componente piemontese sulla quella ligure nella morfologia e nella sintassi: coniugazione dei verbi (es. 1ª persona plurale: i mangioma, e 3ª plurale: i vordo), nella e nel lessico: trattamento dei nessi latini -CT alla maniera monferrina (es. facc, dicc, nœcc ), negazione post-verbale nent, prima coniugazione in "-é", lessico come buté, travajé. Questa zona è stata per molto tempo nell’orbita del Monferrato e dell’alessandrino, e questo legame non è venuto meno fino ai primi anni del '800, quando ancora faceva parte della provincia di Alessandria.
Più ad ovest, nelle alte valli della Bormida da Caragna in su e del Tanaro da Pievetta di Priola a monte, si incontra un altro dialetto di transizione, ma che in questo caso si presenta più ligure per via della presenza delle vocali finali al maschile, mentre sono monregalesi arcaiche Viola e Pamparato (CN), e sono piemontesi alto-langaroli Bagnasco, Massimino (SV) e i paesi dell'alta Langa, dove si possono ancora incontrare due tratti recessivi di transizione: la palatizzazione ligure di PL in C dolce e i fonemi [ʃ], e la conservazione delle consonati [ts] e [dz] che il piemontese standard ha perso.
A ovest il dominio linguistico piemontese si arresta prima del crinale alpino e del confine con la Francia: nelle valli cuneesi occidentali, nelle valli saluzzesi e nelle valli valdesi della provincia di Torino si parlano varietà di provenzale cisalpino, che presentano gradualmente alcuni tratti tipici transalpini (per questo è di recente uso il termine di valli occitane). A Coazze, nei dintorni di Susa, nelle tre Valli di Lanzo, in alta valle Orco e in Val Soana si parlano varietà collegate in modo più o meno stretto con le parlate franco-provenzali della Valle d'Aosta e della Savoia.
Il carattere delle parlate alpigiane, sebbene sia già accomunabile ai tipi transalpini, presenta vari elementi endemici di transizione con il piemontese, per esempio il pronome mi al posto dell'occitano ieu, oppure la comparsa molto graduale di plurali sigmatici (la fnetrelo pl. la fnetrela e non subito las fnetrelas) e di nessi consonantici (nelle valli valdesi compare la forma ['kjaw] per il latino CLAVE, che è intermedia tra il nesso conservato occitano ['klaw] e il nesso palatizzato piemontese ['tʃaw] ciav). Inoltre nel corso del Novecento le trasformazioni che hanno interessato la società di montagna hanno giocato a sfavore dei patois locali, tanto che il piemontese di koinè per un breve periodo alla fine del Novecento è stato la lingua più parlata fino alla cresta alpina, finché non è stato l'italiano a sovrapporsi e indebolire entrambe.
Per i movimenti socio-economici passati, è comune incontrare il piemontese di koinè anche nei principali centri del fondovalle valdostano fino ad Aosta.

## Varietà ekoinè

### Suddivisione
L'area linguistica di tipo piemontese presenta alcune variazioni su temi fonetici, morfo-sintattici e lessicali, dovute ad asincronie più o meno vistose, od originati dal contatto che solo alcuni dialetti hanno avuto con le lingue adiacenti. I tratti che solo alcuni dialetti condividono con il lombardo si irraggiano dalla Lombardia alla Dora Baltea (nel quadrante nord-est) e dalla provincia di Pavia al Monferrato (nel quadrante sud-est). I tratti coerenti con il franco-provenzale sono molto scarsi e recessivi, e si concentrano in Val di Susa e Canavese. I tratti di contatto con l'occitano coinvolgono la pianura occidentale, compresa la città di Torino. L'ampia regione collinare del basso Piemonte presenta il rotacismo di [l] e indebolimento di [r] in [ɹ], velarizzazione di [a] e altri tratti coerenti con il ligure di natura quasi esclusivamente fonetica.
Sono state proposte varie suddivisioni, in particolare quella di Biondelli 1853 appare superata in molti punti. Biondelli divideva in "pedemontano", "valdese", "alpigiano", "canavesano" e "monferrino". Modernamente i gruppi "alpigiano" e "valdese" sono attribuiti alle lingue transalpine tout-court, mentre il canavesano, nell'accezione moderna, non comprende più il vercellese ed il biellese, come sosteneva Biondelli. Il raggruppamento dialettale più condiviso è tripartito in:
- piemontese occidentale: torinese, lanzese, susino, cuneese, pinerolese, saluzzese.
- piemontese orientale: astigiano, alto langarolo, basso langarolo, roerino, monregalese, alto monferrino, basso monferrino, alessandrino, vercellese, biellese, valsesiano e novarese occidentale.
- canavesano.[22]

Le definizioni classiche per i due settori del piemontese sono Alto-Piemontese (per quello occidentale) e Basso-Piemontese (per quello orientale) in riferimento al corso del fiume Po. La koinè, essendo fondamentalmente una lingua comune e letteraria è considerata spesso al di sopra di questi gruppi, sebbene sia a base torinese e quindi occidentale/alto-piemontese.

### Tratti differenti
Il piemontese orientale è una varietà foneticamente più evoluta dell'occidentale.
L'evoluzione fonetica più vistosa è la palatalizzazione di [-jt] e [t] a [t͡ɕ], e di [-jd] a [d͡ʑ]. Per esempio làit, tùit occidentali diventano lacc, tucc orientale, frèid occidentale diventa fregg o frecc orientale, lét occidentale diventa lecc orientale. In linea di massima si tratta di un automatismo, ma presenta alcune eccezioni o differenze ulteriori, per esempio neuit diventa regolarmente neucc nel quadrante sud-est, ma nócc nel quadrante nord-est, per influenza lombarda. Un'altra influenza lombarda si ritrova quando l'occidentale veuid in oriente diventa veuj. Altre parole usate anche in Piemonte orientale ma di derivazione occidentale non presentano il fenomeno, quindi deuit rimane uguale sia ad est sia ad ovest.
Un'altra differenza a questo riguardo riguarda alcune parole di uso comune: il nesso latino CL [kl] in corpo di parola è passato a [gl], poi a [ʎ] e infine a [j], come avvenuto in Francia e nella penisola iberica. Questo non è avvenuto in oriente dove si è seguita l’evoluzione cisalpina, in modo che si è evoluto in [c] o [ɟ], e successivamente in [t͡ɕ] o [d͡ʑ ]. Si hanno così euj, vej e parèj (/øj/, /ʋɛj/, /paɾɛj/) nell’ovest; eucc, vegg e parègg (/øtɕ/, /ʋɛtɕ/, /paˈɾɛtɕ/) nell’est.
In gran parte del piemontese orientale le -e a fine di parola pronunciate ad ovest diventano -i: sia le <-e> degli infinitivi di seconda coniugazione (essi, scrivi e non esse, scrive, ciò vale per ampie zone dell'area Cuneese), sia le <-e> dei plurali femminili (dòni o fomni e non dòne o fomne), sia le <-e> delle seconde e quinte persone verbali. Questo tratto basso-piemontese è tuttavia precoce, tanto che già a Torino è presente per gli infinitivi e le seconde persone verbali, ma non per i plurali femminili. Si può osservare la forte evoluzione fonetica anche da tratti più circoscritti, per esempio in Monferrato le lenizioni vocaliche sono più stringenti (dman e non doman, cla e non cola come nel saluzzese), e nel Monferrato ma anche nelle Langhe la pronuncia della [y] si è tanto ristretta da ruotare in una [i]. Questa rotazione si è prestata ad ulteriori variazioni, come nell'alto monferrino (buta>bita>béita ['byta]>['bita]>['bejta]).
Una variazione morfologica che divide nettamente est ed ovest è la coniugazione indicativa imperfetta dei verbi irregolari. In occidente è in uso la gamma di desinenze <-(as)ìa> o <-(is)ìa>, mentre in oriente è utilizzata la stessa gamma <-ava>/<-iva> dei verbi regolari. Per i verbi "fare, dare, stare, andare, dire, avere, sapere" l'imperfetto occidentale è fasìa, dasìa, stasìa, andasìa, disìa, avìa, savìa mentre l'imperfetto orientale è fava, dava, stava, andava, diva, ava, sava. Esiste una forma di raccordo fra le due nel fossanese, dove si usa fasiva, disiva ecc.
Comuni a tutto il piemontese orientali sono anche alcune differenze sul lessico, per esempio è in uso il tipo pianze invece di pioré, il tipo spussé invece di fiairé, il tipo dòna invece di fomna, il tipo fradel invece di frel, "seure " per seur. Un'altra differenza che distingue il piemontese orientale, e una parte dell’occidentale (fossanese e saviglianese) dal piemontese di koinè risiede nell'uso di una forma più simile a quella toscana della prima persona singolare dei verbi avere e sapere, i l'heu e seu in luogo di l'hai e sai. Esiste poi una fascia molto vicina al confine linguistico che non fa uso della negazione pa. Talvolta alla scomparsa di pa corrisponde l'uso del mia lombardo come negazione secondaria.
L'oriente, essendo più frammentato dell'occidente, contiene altri tratti diffusi però solo in zone circoscritte e non comuni a tutta l'area.
Il canavesano è un dialetto gallo-italico che si confronta con il dialetto piemontese occidentale, in quanto concorda con esso sui temi fonetici contrapposti al piemontese orientale. Concorda con il resto del piemontese sulla maggior parte del lessico, e ha sempre avuto un rapporto sociolinguistico con il torinese paragonabile a quello dei patoé delle vallate. I parlanti di canavesano praticano storicamente la diglossia tra piemontese di koinè e canavesano.
Presenta alcuni esiti fonetici concordi con il franco-provenzale, come per esempio l'esito ['wɛ] laddove il piemontese ha ['ɔj] (doèra e non dòira) e l'esito ['ɛ] laddove il piemontese ha ['aj] (per esempio fêt e non fàit, uêre e non vàire). Il canavesano adotta il carattere speciale <ê> per marcare proprio questa modifica del dittongo ài in e aperta. Tale grafema è necessario nello scritto per distinguere le coppie minime omofone che si vengono a creare in canavesano, come lét (letto) e lêt (latte).
Altra particolarità è la conservazione delle R finali che il resto del piemontese ha perso (ciocher e non cioché, avèir e non avèj).
Tuttavia la variazione più improvvisa del canavesano risiede nell'infinitivo di prima coniugazione -ar, che diverge sia dal dialetto valdostano confinante, sia dal torinese e dal biellese, che presentano tutti l'infinitivo <-é>. Il dialetto a cui si raccorda questa caratteristica è il trinese, parlato al di là della Dora Baltea in una porzione della Provincia di Vercelli corrispondente in massima parte con i circondari del Principato di Lucedio, che fa da ponte tra l'<-ar> canavesano e l'<-à> basso monferrino, che a sua volta è in continuità all'<-à> lomellino e quindi lombardo. Sono invece coerenti con il dialetto valdostano la quarta e sesta persona di tutti i verbi, che terminano in <-en> (atono), invece che <-oma> e <-o> (per esempio nijêtr e cànten invece di nojàitr i contoma, nijêtr e fen invece di nojàitr i foma).

### Koinè
La koinè piemontese (dal greco "lingua comune"), basata su una gamma di tratti torinesi, si è affermata con una certa stabilità tra il Settecento e la metà del Novecento, come codice regionale di prestigio. Questo processo di koinizzazione non è l'unico che si è verificato tra le lingue d'Italia non ufficiali, ma quello piemontese ha dimostrato un certo vigore a cui hanno contribuito l'alta omogeneità del dialetto della pianura occidentale ed il crescente ruolo strategico, politico e commerciale di Torino. La koinè parlata in ogni caso è un fatto distinto dal "piemontese letterario". Quest'ultimo è infatti un registro illustre utilizzato nella produzione scritta. La koinè parlata che ha avuto realmente presa sulla regione era caratterizzata come una varietà media di torinese "piccolo borghese", scevra di peculiarità lessicali e in fase di italianizzazione da alcuni decenni.
Il dialetto occidentale, con il triplice ruolo di lingua illustre, lingua comune e dialetto numericamente maggioritario, ha avuto una influenza variabile sui principali centri industriali, commerciali, amministrativi e culturali – dove si parlano varietà piemontesi differenti da quella di Torino – e i cui abitanti assumono caratteri torinesi che poi estendono al circondario. È così che le proprietà dei dialetti locali che non coincidono con i tratti di koinè vengono giudicate come rurali o arcaiche dai parlanti di dette comunità i quali, tendendo a usarle con meno frequenza, ne determinano la progressiva recessione.
Ciò è stato riscontrato a vario grado a Vercelli, Biella ed Asti, mentre Ivrea, Pinerolo, Lanzo e Susa (provincia di Torino) risultano ormai compatti con il torinese. Vi è poi una vasta zona di pianura, che comprende tre delle "sette sorelle" della Provincia di Cuneo (ovverosia Saluzzo, Cuneo e Savigliano) in cui si parla un dialetto (noto perlopiù come "alto-piemontese") che non si discosta molto dal torinese, fatta eccezione per alcune caratteristiche fonetiche e morfologiche, coincidenti in larga parte con le sue fasi più antiche.

## Storia
Fra le lingue neolatine il piemontese, nella sua storia, è una delle lingue che si sono maggiormente complicate. Verso la fine del XVII secolo il passato remoto e il trapassato remoto erano già completamente estinti, successivamente è caduto l'articolo prima dell'aggettivo possessivo e si sono sviluppate forme più semplici con indicativo e condizionale in alternativa all'uso del congiuntivo, soprattutto dei suoi tempi composti.. Successivamente, con la massiccia penetrazione dell'italiano, il lessico italiano ha influenzato quello più proprio piemontese e così parole come per esempio ancreus, pertus, parpajon/parpajòla, frel, seure, barba, magna e adret sono state rispettivamente sostituite da profond, beucc, farfala, fratel, sorela, zìo, zìa e àbil.
Nel secolo XVIII venne stampata la prima grammatica della lingua piemontese (in piemontese: gramàtica piemontèisa) ad opera del medico Maurizio Pipino presso le Stamperie Reali (1783); però era incompleta. L'unica versione di una certa completezza è quella di Arturo Aly Belfàdel, pubblicata a Noale nel 1933. La Gramàtica Piemontèisa di Camillo Brero è scritta interamente in piemontese ed è ancora oggi un riferimento per la lingua letteraria.
Oggi sono disponibili diverse risorse sulla rete: un dizionario consultabile online e alcune grammatiche, fra cui spicca una trilingue (in piemontese, italiano e inglese). Sulla rete la lingua piemontese si è ritagliata piccoli spazi in cui viene usata soprattutto per iscritto, contribuendo quindi a un avvicinamento di alcune persone a scrivere nella corretta grafia della koinè. Fra i pochi alfabetizzati si verifica inoltre un processo denominato dai linguisti Ausbauisation, o più semplicemente purismo, per cui si tende all'uso di parole autoctone o di derivazione francese, evitando l'uso di italianismi. Alcuni esempi possono essere malfé e belfé al posto di difìcil e fàcil, oppure belavans invece di purtròp o ancora nopà al posto di anvece. Un grande lavoro di ricerca e di riabilitazione del lessico più proprio del piemontese è partito con l'opera dei Brandé e prosegue tuttora. Un altro fenomeno a cui si assiste soprattutto nella Wikipedia piemontese, è quello della codifica di nuove parole per definire oggetti di recente invenzione. Per esempio per parlare di uno schermo piatto si è adottata la parola ecran o per definire il mouse si usa la parola rat, che vuol dire per l'appunto topo. Un ulteriore fenomeno è quello sempre più marcato di includere le varianti in un'unica Dachsprache (in tedesco: "lingua tetto") invece di tenerle divise. La lingua tetto accetta tutte le parole a prescindere dalla loro precisa provenienza geografica all'interno del territorio in cui si parla piemontese. All'interno della lingua tetto non sarà più tipicamente astigiano parlare di un ragazzo con la parola fanciòt, ma l'obiettivo sarà quello di rendere utilizzata e compresa la parola fanciòt da tutti gli alfabetizzati di ogni provenienza.

## Grafia e fonologia
L'attuale grafia del piemontese è stata introdotta negli anni trenta dallo scrittore e letterato subalpino Pinin Pacòt. Esistevano altri tipi di grafie, ancora oggi saltuariamente usate.
L'alfabeto piemontese è costituito da 25 lettere, 4 in più rispetto a quello italiano (ë, j, n- e ò) con cui condivide la maggior parte delle caratteristiche; vi sono 8 vocali (a, e, è, ë, i, ò, o e u), le restanti lettere sono tutte consonanti; esiste anche il gruppo vocalico eu che è sempre tonico e si pronuncia con suono unico, esattamente secondo la pronuncia francese (es.: reusa, "rosa" in italiano; oppure cheur, "cuore"; oppure feu, "fuoco"; oppure cheuse, "cuocere"). La sua trascrizione fonetica è /ø/.
La pronuncia di ogni lettera è uguale a quella italiana con le seguenti eccezioni:
- a ha un suono più posteriore che in italiano, si pronuncia come la a dell’inglese bath (/ɑ/)[34].
- e senza accento, in sillaba chiusa (cioè in sillaba dove la e è seguita da consonante), si pronuncia aperta (/ɛ/, es.: pento, "pettine"; oppure mercà, "mercato"), mentre in sillaba aperta (cioè in sillaba che finisce con la e), si pronuncia chiusa (/e/) (es.: pera, "pietra"; oppure lese, "lèggere");
- è con accento grave, ha sempre suono aperto (/ɛ/), più aperto rispetto alla pronuncia della e aperta in italiano. (es.: enèrgich, "energico"; oppure përchè, "perché" in italiano; oppure cafè, "caffè");
- é con accento acuto, ha sempre suono chiuso (/e/, es.: fé, "fare"; caté, "comprare"; lassé, "lasciare");
- ë detta "semimuta", rappresenta la scevà (/ə/), come nell'articolo francese "le" (es.: fërté, "strofinare"; chërde, "credere"; fëtta, "fetta"), viene detta anche tersa vocal piemontèisa ("terza vocale Piemontese");
- o senza accento, si pronuncia (/ʊ/) come nel tedesco rund, vocale intermedia tra la u (come in burla), e la o chiusa (come in vino) italiane[35], es.: Piemont, "Piemonte"; conté, "raccontare"; sol, "sole" (sostantivo); mon, "mattone"). Nelle grafie desuete si scriveva ou, come in francese, u come in italiano, ô, nella grafia chiamata birichinòira o grafìa dël caplèt, ö nella grafia settecentesca del medico Maurizio Pipino;
- ò con accento grave, si pronuncia come la o aperta in italiano (/ɔ/), in piemontese è sempre tonica (es.: tòst, "duro"; còla, "colla"; oppure fòrt, "forte"). Nelle antiche grafie era sempre scritta o;
- ó con accento acuto è utilizzata nei rari casi in cui l'accento tonico cade sul suono o  (/ʊ/) in parole in cui è necessario segnalare l'accento. Se venisse utilizzo l'accento grave verrebbero confusi i foni e si pronuncerebbe /ɔ/. (es.: róndola, "rondine"; ragó, "ragù");
- u senza accento, si pronuncia come la u in francese o come la ü in tedesco (/y/, es.: butir, "burro"; muraja, "muro"; curt, "corto"; tuf, "afa"). Nelle grafie antiche talvolta appariva scritta ü ed in rari casi û;
- c ha sempre suono dolce (/t͡ɕ/) davanti ad i oppure e (es.: cel, "cielo"; ciòca, "campana"); per rendere il suono duro davanti ad i, e oppure eu si interpone la lettera h (es.: schers, "scherzo"; cheuje, raccogliere; cujé, cucchiaio); davanti alle altre vocali ha sempre il suono duro (es.: còl, "collo"; cossa, "zucca"); a fine parola se ha suono duro si aggiunge la lettera h (es.: strach, "stanco"; tòch, "pezzo"; paciòch, "fango"), se invece ha suono dolce si raddoppia la c (es.: sbrincc, "spruzzo"; baricc, "strabico");
- g ha sempre suono dolce davanti ad i oppure e (/d͡ʑ/, es.: gent, "gente"; giust, "giusto"); per rendere il suono duro davanti ad i oppure e si interpone la lettera h (es.: ghërsin, "grissino"; ghignon, "antipatia"; ghitara, "chitarra"); davanti alle altre vocali ha sempre il suono duro (es.: gat, "gatto"; gòj, "gioia"); a fine parola se ha suono duro si aggiunge la lettera h (es.: lagh, "lago"; borgh, "borgo"), se invece ha suono dolce si raddoppia la g (es.: magg, "maggio"; oppure formagg, "formaggio");
- j si pronuncia come la i iniziale di "ieri" in italiano (/j/, es.: braje, "pantaloni"; oppure cavej, "capelli"), ha talora valore etimologico e di solito sostituisce il gruppo gl in italiano (es.: feuje, "foglie"; fija, "figlia");
- n può avere pronuncia dentale, come in italiano, o velare, cioè con suono nasale simile alla pronuncia della n (/ŋ/) nella parola italiana "fango"; il primo si ha sempre quando si trova all'inizio di una parola (es.: nas, "naso"; nos, "noce"), il secondo si ha quando si trova alla fine di una parola (es.: pan, "pane"; can, "cane"); per indicare la pronuncia dentale a fine parola la n viene raddoppiata (es.: ann, "anno"; pann, "panno"; afann, "affanno");
- n- è una nasale velare, cioè la n della parola italiana "fango" (/ŋ/), e si usa per indicare la nasale velare in corpo di parola (es.: lun-a, "luna"; sman-a, "settimana"; galin-a, "gallina");
- s pronunciata più arretrata che in italiano[34] (con la lingua più indietro nella bocca, più vicina al palato), come in spagnolo e catalano; ha suono sordo (/s/), ad inizio di parola (es.: supa, "zuppa"; sòco, "zoccolo"), dopo consonante in corpo di parola (es.: sensa, "senza"; lòsna, "fulmine"); ha invece suono sonoro (/z/) in fine di parola (es.: nas, "naso"; tornavis, "cacciavite"), o tra due vocali in corpo di parola (es.: reusa, "rosa"; frisa, "briciola"). La s sorda in fine di parola o tra due vocali è rappresentata con ss (es.: rossa, "rossa"; fossal, "fosso"; bass, "basso"; poss, "pozzo"), tuttavia non si pronuncia come doppia.
- z si pronuncia simile alla s di "rosa", anche in questo caso più arretrata che in italiano[34] (/z/, es.: zanziva, "gengiva"; monze, "mungere"); i due suoni che la z rappresenta in italiano (/ts/ e /dz/) compaiono solo per incontro di altre lettere (es.: arvëdse, "arrivederci"; perdse, "perdersi"; përmëttse, "permettersi"). La zita piemontese non rappresenta quindi il suono italiano, che, quando compare, è scritto come ds o ts.
- v in finale di parola si pronuncia similmente alla u della parola italiana "cauto" (/w/, es.: ativ, "attivo"; luv, "lupo"; euv, "uovo"); negli altri casi mantiene la stessa pronuncia della v in italiano (/v/) (es.: lavé, "lavare"; oppure savèj, "sapere").

Esistono anche gruppi di lettere con specifiche caratteristiche di pronuncia:
- s-c si pronuncia con la successione dei due suoni distinti di s e c (/st͡ʃ/, es.: s-cet, "schietto"; s-cianché "strappare"); tale scrittura sottolinea che in piemontese non esiste il gruppo sc della lingua italiana[36];

e dittonghi:
- ua, ue e ui con a, e ed i toniche, cioè accentate, si pronunciano come in italiano, ovvero con la pronuncia della u (/w/) come in italiano (es.: quàder, "quadro"; guèra, "guerra"; quìndes, "quindici");
- ùa, ùe, ùi; in questi dittonghi la u tonica ha la normale pronuncia piemontese (/y/, es.: crùa, "cruda"; sùit, "asciutto";
- au con a tonica, si pronuncia come in italiano, ovvero con la pronuncia della u (/w/) come in italiano;
- eu che è sempre tonico e si pronuncia con suono unico, esattamente secondo la pronuncia francese (/ø/, es.: reusa, "rosa" in italiano; oppure cheur, "cuore"; oppure feu, "fuoco"; oppure cheuse, "cuocere");
- iù la u tonica ha la normale pronuncia piemontese (/y/, es.: fiùsa, "fiducia").

### Ortografia speciale per le varietà non dikoinè[37]
- ä indica la a tonica velarizzata, ovvero una a aperta che tende oppure diventa totalmente una ò, presente in molti dialetti: principalmente del basso Piemonte (Alessandrino, Monferrato, Langhe, Monregalese)
- ĝ utilizzata nel biellese, equivale alla ʒ cioè alla j francese, e la x del ligure.
- ř usata per indicare una r che tende a [ɹ] (la r "arrotondata"), tipica della zona di Langhe, Monferrato e Monregalese e di alcune limitrofe liguri.
- ts indica il suono /t͡s/ (es. nella parola italiana zucchero[38]), che possiedono varietà sempre del basso Piemonte come Monregalese e Langhe.
- n-n alcuni dialetti hanno una n velare seguita da una n dentale
- sc indica lo stesso suono dell'italiano, è usato per le varietà di zone che hanno questo suono per influenza ligure (Mondovì, Langhe) o lombarda (Biellese, Novarese, Valsesia), infatti Lombardo e Ligure a differenza del Piemontese standard possiedono il suono /ʃ/.
- w usato per alcuni dialetti canavesani, che possono avere il suono simile alla u italiana non solo a fine parola come nella koinè, ma anche all'inizio.

### Accentazione
Si segna l'accento tonico sulle sdrucciole (stiribàcola), sulle tronche uscenti in vocale (parlé, pagà, cafè), sulle piane uscenti in consonante (quàder, nùmer), sul dittongo ei quando e rappresenta /ɛ/ (piemontèis, mèis), sul gruppo ua quando la u vale /y/ (batùa), e su gruppi di i più vocale alla fine di una parola (finìa, podrìo, ferìe). L'accento si segna anche in pochi altri casi isolati dove non occorrerebbe per regola o per indicare eccezioni (tèra, amèra dove la e di sillaba aperta dovrebbe essere chiusa ma è aperta) e può facoltativamente segnarsi sulla e delle finali -et, -el per indicarne il grado di apertura (bochèt, lét). L'accento serve inoltre a distinguere alcune coppie di omografi  (sà = verbo, sa = "questa", là = avverbio, la = articolo).

## Grammatica
Il problema maggiore quando è stata scritta la prima grammatica piemontese era quello di giungere alla fissazione di una grafia chiara, semplice e rispondente sia alla storia sia alla struttura fonetica e morfologica della lingua e delle sue varietà.
La maggiore differenza tra l'italiano e il piemontese consiste nel fatto che il latino ha avuto nel Piemonte alterazioni ben maggiori che in Toscana: le parole piemontesi sono più brevi (es.: in piemontese si dice fnoj, maslé, plé, tajé che corrispondono all'italiano finocchio, macellaio, pelare, tagliare pur derivando tutte dal latino fenuculum, macellarius, pilare, taliare).
I nessi latini -cl- e -gl- hanno dato luogo a /t͡ʃ/ e /d͡ʒ/ palatali: CLAMARE > ciamé ("chiamare"); GLANDA(M) > gianda ("ghianda").
Il nesso -ct- è passato a -it- (es.: LACTEM > làit) come in francese e portoghese, mentre in italiano si evolse in -tt- (es.: "latte").
Il piemontese ha nove suoni vocalici (/a/, /ɛ/, /e/, /ə/, /i/, /ɔ/, /ø/, /u/, /y/) di cui tre non trovano corrispondenza nei sette italiani.
In seguito alla caduta delle vocali di fine parola, non esiste distinzione tra il singolare e il plurale dei nomi maschili, eccetto per quelli terminanti in -l. Inoltre, alcune parole che in italiano sono maschili, hanno invece ritenuto il genere femminile in piemontese: la fior ("il fiore"), la sal ("il sale"), la mel ("il miele"), la ram ("il rame"), et al.; esistono anche alcuni sostantivi che possono essere sia maschili che femminili, sono principalmente fenomeni atmosferici o entità astratte: la/ël càud ("il caldo"), la/ël frèid ("il freddo"), la/ël bin ("il bene"), la/ël mal ("il male"): a fa na granda càud ("fa un gran caldo"), a'm veul tanta bin ("Mi ama tanto, mi vuole tanto bene").

### Articolo
Di solito posto davanti ad un sostantivo, talvolta aiuta a definirlo per caso o genere; può essere determinativo o indeterminativo, maschile o femminile, singolare o plurale.
| Tipo            | Genere    | Numero    | Articolo        | Esempi                              |
| --------------- | --------- | --------- | --------------- | ----------------------------------- |
| Determinativi   | Maschile  | Singolare | ël ('l) lë (l') | ël can; ciamé'l can lë scolé; l'aso |
| Determinativi   | Maschile  | Plurale   | ij ('j) jë (j') | ij can; ciamé'j can jë scolé; j'aso |
| Determinativi   | Femminile | Singolare | la (l')         | la stòria l'ongia                   |
| Determinativi   | Femminile | Plurale   | le (j')         | le stòrie j'onge                    |
| Indeterminativi | Maschile  | Singolare | un ('n) në (n') | un can; ciamé'n can në scolé; n'aso |
| Indeterminativi | Maschile  | Plurale   | ëd ('d) dë (d') | ëd can; ciamé'd can dë scolé; d'aso |
| Indeterminativi | Femminile | Singolare | na na (n')      | na stòria; n'ongia                  |
| Indeterminativi | Femminile | Plurale   | ëd ('d) dë (d') | dë stòrie; d'onge                   |

### Verbi
In grassetto sono le forme regolari della norma letteraria, comuni a gran parte del dominio linguistico piemontese. Le altre sono forme locali, riportate con coerenza ortografica rispetto alla norma letteraria. La pluralità di forme (in generale sempre molto simili tra loro) è dovuta al fatto che alcune parlate piemontesi siano rimaste a uno stato più arcaico (come il canavesano) ed altre siano evolute più in fretta della lingua letteraria o abbiano subito influenze lombarde o liguri.
Verbi ausiliari
Verbo esse ("essere")
mi i son
ti it ses / ti it sèi
chiel/chila (cel/cëlla, lu/le) a l'é / o l'é
noi/nojàutri/nojàitr i soma / a soma / i sen
voi/vojàutri/vojàitr i seve / i sèi / sevi
lor/loràutri/loràitr a son / i én
Verbo avèj ("avere")
mi i l'hai / mi i l'heu / mi i l'ho / mi i j'ho
ti it l'has /ti it hèi
chiel/chila (cel/cëlla, lu/le) a l'ha
noi/nojàutri/nojàitr i l'oma /a l'oma / a l'en
voi/vojàutri/vojàitr i l'eve / i l'èi / levi
lor/loràutri/loràitr a l'han
Verbi regolari
Prima coniugazione: Verbo canté ("cantare")
mi i canto / cant
ti it cante / cantes
chiel/chila (cel/cëlla, lu/le) a canta
noi/nojàutri/nojàitr i cantoma / i canten
voi/vojàutri/vojàitr i cante / canti
lor/loràutri/loràitr a canto / i canto
Seconda coniugazione: Verbo lese ("leggere")
mi i leso / les
Ti it lese / leses
chiel/chila (cel/cëlla, lu/le) a les
noi/nojàutri/nojàitr i lesoma / I lesen
voi/vojàutri/vojàitr i lese/ lesi
lor/loràutri/loràitr a leso / i leso
Terza coniugazione: Verbo finì ("finire")
mi i finisso / finiss
ti it finisse / finisses
chiel/chila (cel/cëlla, lu/le) a finiss
noi/nojàutri/nojàitr i finioma
voi/vojàutri/vojàitr i finisse/ finisse
lor/loràutri/loràitr a finisso / i finisso

## Letteratura
La prima testimonianza della formazione del volgare piemontese è ritrovata nella chiesa di Santa Maria Maggiore a Vercelli ed è un mosaico del pavimento risalente al 1040. La seconda in ordine di tempo è l'iscrizione simile del 1106 nella Chiesa di Sant'Evasio a Casale Monferrato. La prima testimonianza consistente sono i "Sermon Supalpengh" (Sermoni subalpini) in lenga d'oé del 1150, conservati nella Biblioteca Nazionale di Torino, sono ventidue sermoni completi come commento alla liturgia scritti appositamente per la formazione dei cavalieri templari nelle 26 roccaforti piemontesi. Nel XII e XIII secolo presso le corti dei Marchesi di Saluzzo, Monferrato e Savoia, come presso le corti francesi, vengono accolte schiere di cantastorie chiamati "trovatori" che cantavano sui temi dell'amore cortese. L'unico cantastorie piemontese di cui ci sono arrivate delle opere è Nicoletto da Torino (Nicolet ëd Turin). Nei secoli successivi il piemontese inizia ad affermarsi come lingua amministrativa al posto del latino usato fino ad ora. Oltre alla letteratura religiosa quindi, vengono scritti in piemontese anche documenti ufficiali come atti notarili, carte commerciali, statuti di corporazioni e confraternite e brani storici, alcuni sono arrivati fino a oggi. Si sviluppa anche il teatro piemontese, principalmente con argomento religioso.
Con il diffondersi della cultura umanista, anche il piemontese vanta un autore importante, Giovan Giorgio Alione (Giangiòrs Alion d'Ast, 1460-1529), che in piemontese scrive la sua "Opera Iocunda", una raccolta di dieci divertenti farse. A partire dal XVII secolo il passato remoto e il trapassato remoto si estinguono definitivamente, così come nel corso della sua evoluzione il piemontese ha semplificato la gran parte dei verbi irregolari latini, infatti oggi fra tutte e tre le coniugazioni dei verbi del piemontese ci sono appena diciotto verbi irregolari più i loro composti. Dal XVII secolo la letteratura piemontese diventa più consistente perché è l'espressione di una nazione. La letteratura religiosa del Seicento è rappresentata dalle opere "ël Gelind" e "La Nativtà". In questo periodo nasce un tipico genere poetico piemontese, il "tòni". I tòni del periodo più importanti sono "La canson ëd Madòna Luchin-a", "La canson dij dësbaucià", "La canson ëd la baleuria" e "La canson dël tramué 'd Sant Michel". Della fine del 600 è la commedia "ël Cont Piolèt" del marchese Carlo Giuseppe Giovan Battista Tana (Carl Giambatist Tan-a d'Entraive) e da questa importante opera si afferma il teatro in piemontese.
Nel Settecento il piemontese era prima lingua per tutte le classi sociali, tanto da venire utilizzato come lingua di corte, di predicazione liturgica e d'insegnamento didattico. Mentre nelle corti settecentesche d'Europa - addirittura a San Pietroburgo - si parla francese, a Torino no: questo in conseguenza del sentimento antifrancese dei piemontesi dovuto alle vicissitudini politiche. Il medico Maurizio Pipino (Maurissi Pipin) nel 1783 teorizza la lingua piemontese e ne scrive una grammatica, pronta per l'uso scolastico.
La letteratura viene anche usata per incentivare il sentimento nazionale: vengono quindi scritti componimenti poetici su argomenti di guerra per esaltare le gesta dell'esercito piemontese che resisteva alle pressioni dei francesi, per esempio il famoso "L'arpa dëscordà" (L'arpa discordata) sull'assedio di Torino del 1706. Trattano altri temi più divertenti Ignazio Isler (Ignassi Isler) nel suo "Cansoniè", raccolta di 54 tòni e Vittorio Amedeo Borrelli (Vitòrio Amedé Borej) nei suoi sonetti e tòni. Giuseppe Ignazio Antonio Avventura (Gep Antònio Ignassi Ventura) scrive composizioni di critica alla società contenenti idee rivoluzionarie, così come Edoardo Ignazio Calvo (Edoard Calv). Quest'ultimo è un personaggio molto singolare: medico, introduce il vaccino a Torino e in Piemonte. La sua polemica antifrancese viene espressa solo in piemontese e assume toni a volte satirici a volte drammatici e l'amore per la sua terra occupata da Napoleone lo ascrive al romanticismo. Il celebre Vittorio Alfieri (Vitòrio Alfer), letterato viaggiatore, ha scritto solo due sonetti in piemontese come difesa da un attacco personale che gli era stato rivolto, preoccupandosi tuttavia di attenuare gli influssi piemontesi e francesi nelle sue opere in lingua italiana.
Nella prima metà dell'Ottocento nel Parnas Piemonteis, raccolta letteraria pubblicata annualmente, vengono raccolte tutte le nuove proposte letterarie e la piccola patria piemontese si stringe attorno alle sue favole e alle sue fiabe tradizionali di Giuseppe Arnaud (Gep Arnaud): i valori proverbiali della società produttiva vengono sintetizzati in racconti brevi e con fini morali, e sono spesso antiche tradizioni orali che solo ora vengono trascritte in lingua letteraria. Questo genere rientra sempre nel romanticismo e può essere paragonato per tipologia e grazia, ma non per dimensione e successo, al ruolo che i fratelli Grimm hanno avuto nella Germania di quel periodo. Nella seconda metà dell'Ottocento il piemontese diventa l'unica lingua possibile per i realisti subalpini: le storie di tutte le classi sociali (baròt, bajet, travet e sgnor, contadini, soldati, impiegati e aristocratici) vengono ritratte in commedie, sonetti e prose (anche romanzi), di cui la più celebre e di successo è stata Le miserie 'd monsù Travet, sulla vita di uno scapestrato impiegato di Torino che per sfuggire a vessazioni e pregiudizi della borghesia preferisce l'indipendenza del fare il libero professionista di classe bassa, il fornaio. Contemporaneamente la poesia d'amore in piemontese sviscera i sentimenti più profondi di molti autori e la semplicità dell'amore adolescenziale.
Ma già a fine ottocento inizia a emergere un fattore che via via si ingigantirà sempre di più. Autori come Arrigo Frusta si rivendicano: non si sentono più al sicuro come piemontesi in Piemonte, sentono l'arrivo dell'italiano e Torino declassata a provincia di confine come minacce alla loro identità. Ancora sentono la forte necessità di preparare la lingua a resistere alla minaccia: L'Aso e Ij Brandè sono riviste e giornali pubblicati per anni interamente in piemontese. Giuseppe Pacotto (Pinin Pacòt) porta avanti nella prima metà del Novecento intensi studi filologici e si codifica con maggiore precisione grafia e grammatica. Questa corrente, che si può definire "della decadenza" dura ancora oggi e raccoglie tutta la produzione più elevata in lingua piemontese. Il filone si è adattato e potenziato con i riferimenti ai fatti che hanno deteriorato l'identità piemontese come l'unità d'Italia, il fascismo e la massiccia immigrazione interna nel periodo del miracolo economico. Antonio Bodrero (Tòni Baudrìe) ed altri hanno riscoperto e usato nei loro componimenti parole difficili, ripulendo la lingua dall'influenza italiana per rivendicarne l'originalità. Parallelamente sono andate avanti le pubblicazioni e le rappresentazioni di commedie in lingua, nei teatri e nelle televisioni locali, e anche le raccolte di racconti, proverbi e saggi letterari. La musica è per lo più goliardica e folcloristica e non ha più spessore letterario, come invece potevano avere i testi di Gipo Farassino. Il genere del romanzo è rimasto disperso per gran parte del Novecento, con rare traduzioni di classici stranieri. Nella seconda metà degli anni 2000 Luigi Dario Felician (Luis Dario Felissian) ha pubblicato in lingua piemontese il romanzo scandalo Turin Ligera e la raccolta di racconti surreali Pa gnente ëd dròlo, nèh!, editi dalla casa editrice online Lulu.com.

## Riconoscimenti ufficiali

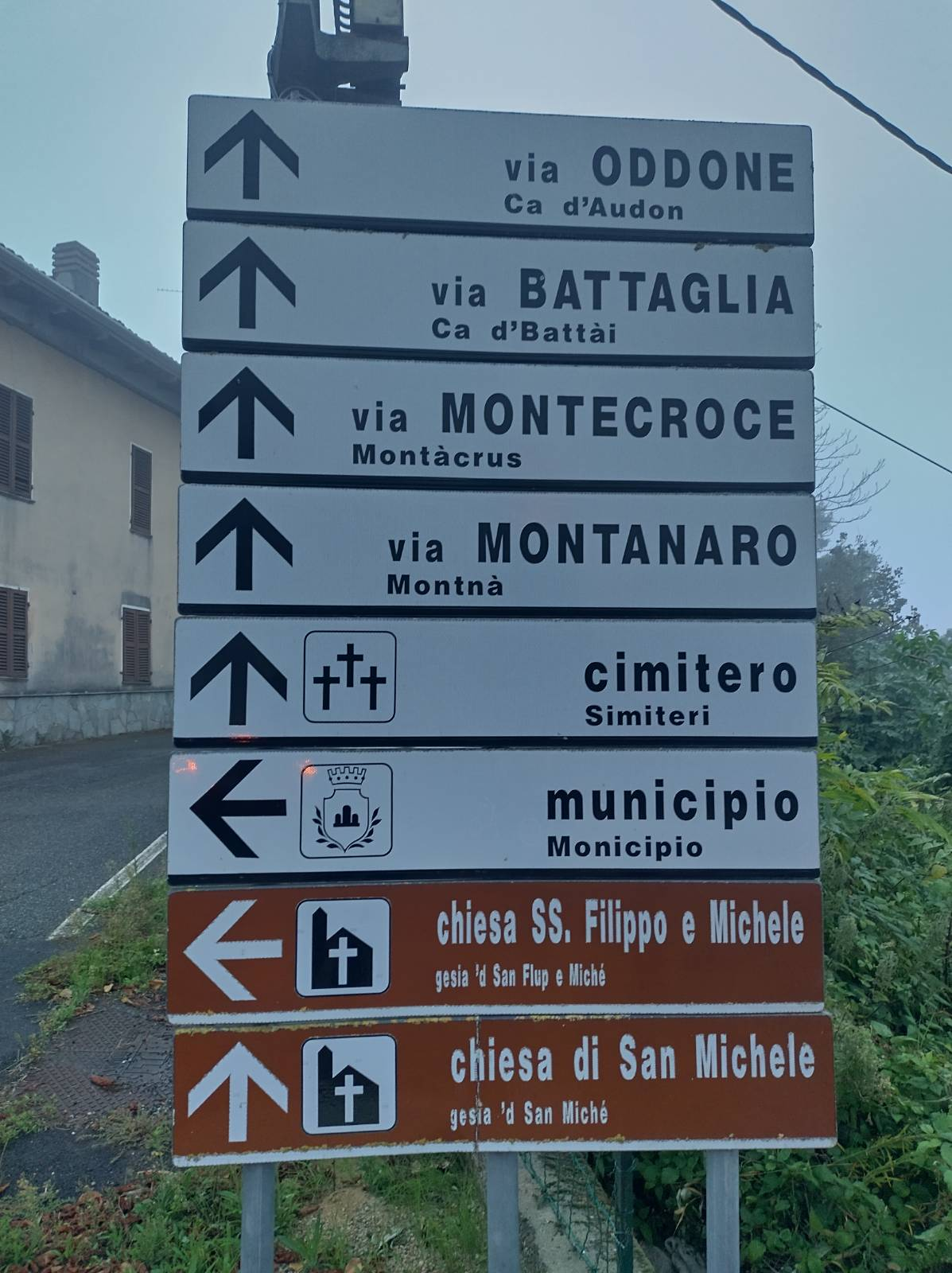
Cartelli direzionali bilingui a Villamiroglio (AL).

Il piemontese deve ritenersi una lingua regionale o minoritaria ai sensi della Carta europea delle lingue regionali o minoritarie, che all'articolo 1 afferma che per «lingue regionali o minoritarie si intendono le lingue [...] che non sono dialetti della lingua ufficiale dello Stato». È riconosciuto fra le lingue minoritarie europee dal 1981 (rapporto 4745 del Consiglio d'Europa) ed è inoltre censito dall'UNESCO, nell'Atlante delle lingue del mondo in pericolo, tra le lingue meritevoli di tutela. Va tuttavia segnalato che il riconoscimento dello status di minoranza linguistica non spetta né al Consiglio d'Europa, né al Parlamento europeo, essendo questo riconoscimento di esclusiva spettanza degli Stati firmatari dei singoli trattati europei. Lo stesso dicasi per l'UNESCO, che con il suo atlante delle lingue in pericolo non conferisce alcun riconoscimento di minoranza linguistica, ma si limita a segnalare gli idiomi che ritiene in pericolo di scomparsa.
Il 15 dicembre 1999 il Consiglio regionale del Piemonte, nell'ordine del giorno contenente la richiesta al presidente della Repubblica di rinviare alle Camere la legge statale di tutela delle minoranze linguistiche storiche, ha ufficialmente riconosciuto il piemontese quale lingua regionale del Piemonte. Nel 2015 il Consiglio regionale del Piemonte ha inoltre attivato la versione in piemontese del proprio sito ufficiale. La legge regionale n. 11/2009 di valorizzazione del patrimonio linguistico del Piemonte è stata aggiornata nel 2016 a seguito della sentenza della corte costituzionale n. 170/2010 che ne aveva fortemente compromesso l'efficacia (dichiarava infatti incostituzionale il diritto arrogatosi dalla Regione Piemonte di «identificare e tutelare in maniera autonoma ed indiscriminata una propria "lingua" regionale»).
Nella sentenza n. 81 del 20 marzo 2018 della Corte costituzionale viene ribadito che «il compito di determinare gli elementi identificativi di una minoranza da tutelare non può che essere affidato alle cure del legislatore statale, in ragione della loro necessaria uniformità per l'intero territorio nazionale. (…) In questa cornice (sentenza n. 170 del 2010) non è consentito al legislatore regionale configurare o rappresentare la propria comunità in quanto tale come minoranza. (…) Riconoscere un tale potere al legislatore regionale significherebbe, infatti, introdurre un elemento di frammentazione nella comunità nazionale contrario agli artt. 2, 3, 5 e 6 Cost.».

## Proverbi piemontesi
I proverbi piemontesi sono un'espressione della cosiddetta "saggezza popolare" del Piemonte.
Alcuni di essi non sono altro che proverbi comuni a tutto il territorio nazionale (e anche oltre), ma espressi in lingua piemontese, in forma più o meno vicina a una traduzione letterale.

## I giorni della settimana
| Italiano  | Piemontese |
| --------- | ---------- |
| lunedì    | lùn-es     |
| martedì   | màrtes     |
| mercoledì | mèrcol     |
| giovedì   | giòbia     |
| venerdì   | vënner     |
| sabato    | saba       |
| domenica  | dumìnica   |

## I mesi
| Italiano  | Piemontese            |
| --------- | --------------------- |
| gennaio   | gené                  |
| febbraio  | fërvé o frevé         |
| marzo     | mars                  |
| aprile    | avril                 |
| maggio    | magg (o maj)          |
| giugno    | giugn                 |
| luglio    | luj                   |
| agosto    | aost (o agost)        |
| settembre | sëtèmber (o sëtèmbre) |
| ottobre   | otober (o otobre)     |
| novembre  | novèmber (o novèmbre) |
| dicembre  | dësèmber (o dësèmbre) |

## Numerali
| Numero | Piemontese             | Numero | Piemontese |
| ------ | ---------------------- | ------ | ---------- |
| 1      | un                     | 30     | tranta     |
| 2      | doi                    | 40     | quaranta   |
| 3      | tre                    | 50     | sinquanta  |
| 4      | quatr                  | 60     | sessanta   |
| 5      | sinch                  | 70     | stanta     |
| 6      | ses                    | 80     | otanta     |
| 7      | set                    | 90     | novanta    |
| 8      | eut                    | 100    | sent       |
| 9      | neuv                   | 101    | sent e un  |
| 10     | des                    | 200    | dosent     |
| 11     | óndes (o onze)         | 300    | tërsent    |
| 12     | dódes (o doze)         | 400    | quatsent   |
| 13     | tërdes (o treze)       | 500    | sinchsent  |
| 14     | quatòrdes (o quatorze) | 600    | sessent    |
| 15     | quìndes (o quinze)     | 700    | setsent    |
| 16     | sëddes (o seze)        | 800    | eutsent    |
| 17     | disset                 | 900    | neuvsent   |
| 18     | disdeut                | 1000   | mila       |
| 19     | disneuv                |        |            |
| 20     | vint                   |        |            |

Alcune particolarità:
1. Nonostante la scrittura sia la stessa il numerale un /ʏŋ/ viene pronunciato in modo diverso dall'articolo indeterminativo un /əŋ/
2. Esiste inoltre una forma femminile del numerale '1', un-a /ʏŋa/, che ancora una volta è diverso (questa volta anche nella forma scritta) dall'articolo na
3. Il piemontese differenzia inoltre numerale due maschile doi e femminile doe

## Parole piemontesi comparate con altre lingue
| Piemontese        | Italiano            | Lombardo              | Occitano (alpino) | Francese         | Spagnolo | Rumeno  | Catalano     | Portoghese | Latino           | Ladino noneso         | Sardo                            | Corso          | Siciliano    |
| ----------------- | ------------------- | --------------------- | ----------------- | ---------------- | -------- | ------- | ------------ | ---------- | ---------------- | --------------------- | -------------------------------- | -------------- | ------------ |
| cadrega/careja    | sedia               | cadrega               | chiera            | chaise           | silla    | scaun   | cadira       | cadeira    | sella/cathedra   | ciadriègia / sc'iagna | cadrea/cadìra                    | sedia          | seggia       |
| pijé/ciapé        | prendere (pigliare) | ciapà/tò              | prendre/prene     | prendre (agafar) | coger    | a lua   | prendre      | pegar      | capere/prendere  | ciapar                | leare/pigai                      | piglià         | pigghjari    |
| seurte/sortì      | uscire (sortire)    | sortì/vegnì foeu      | sortir            | sortir           | salir    | a ieși  | sortir/eixir | sair       | exire            | nar fuer              | bessire/bessiri                  | escì/surtì     | nesciri      |
| droché/caze/tombé | cadere, cascare     | borlà giò/crodà/drocà | tombar/chaire     | tomber           | caer     | a cădea | caure        | cair       | cadere           | crodàr                | ruere/arrui                      | cascà          | cascari      |
| ca/meison         | casa                | cà                    | maison/casa/ostau | maison           | casa     | casă    | casa         | casa       | casa             | ciasa                 | domo/domu                        | casa           | casa         |
| brass             | braccio             | brasc                 | braç              | bras             | brazo    | braț    | braç         | braço      | bracchium        | brac'                 | bratzu                           | bracciu        | vrazzu       |
| nùmer             | numero              | numer                 | numèro            | nombre/numéro    | número   | număr   | nombre       | número     | numerus          | nùmer                 | nùmeru/nùmuru                    | numaru         | nummaru      |
| pom (o poma)/mèil | mela                | pomm/pomma            | pom (o poma)      | pomme            | manzana  | măr     | poma         | maçã       | malum            | pom                   | mela                             | mela           | pumu         |
| travajé/lavoré    | lavorare            | lavorà                | travalhar         | travailler       | trabajar | a lucra | treballar    | trabalhar  | laborare/operari | lauràr                | triballare/trabagliare/traballai | travaglià      | travagghjari |
| crava             | capra               | cavra                 | chabra            | chèvre           | cabra    | capră   | cabra        | cabra      | capra            | ciaura                | craba                            | capra          | crapa        |
| scòla             | scuola              | scoeula               | escòla            | école            | escuela  | școală  | escola       | escola     | schola           | scuela                | iscola/scola                     | scola          | scola        |
| bòsch             | legno               | legn                  | bòsc              | bois             | madera   | lemn    | fusta        | madeira    | lignum           | leign                 | linna                            | legnu          | lignu        |
| monsù             | signore             | scior/sciùr           | mossur, senhér    | monsieur         | señor    | domn    | senyor       | senhor     | dominus          | sior                  | sennore/sennori                  | sgiò           | signuri      |
| madama            | signora             | sciora/sciùra         | madama/dòna       | madame           | señora   | doamnă  | senyora      | senhora    | domina           | siora                 | sennora                          | madama         | signura      |
| istà              | estate              | estaa                 | estiu             | été              | verano   | vară    | estiu        | verão      | aestas           | istà                  | istiu/istadi                     | istate         | staciuni     |
| ancheuj           | oggi                | incoeu                | encuei, uèi       | aujourd'hui      | hoy      | astăzi  | avui/hui     | hoje       | hodie            | ancuei                | oe/oie/oi                        | oghje          | oi           |
| dman (o doman)    | domani              | doman/dumàn           | deman             | demain           | mañana   | mâine   | demà         | amanhã     | cras             | doman                 | crasa/cras(i)                    | dumani         | dumani       |
| jer               | ieri                | in ier                | ier               | hier             | ayer     | ieri    | ahir         | ontem      | heri             | alièri                | deris/ariseu                     | eri            | ajeri        |
| tasté             | assaggiare          | saggià/tastà/provà    | tastar, gostar    | goûter           | probar   | a gusta | tastar       | provar     | degusto          | tastar                | assazzare/tastare/tastai         | assaghjà/gustà | tastari      |

Il piemontese ha molte parole provenienti dall'italiano e dal francese, ma ha anche delle parole diverse dai loro equivalenti nelle due lingue.
| Italiano              | Français        | Piemontèis               |
| --------------------- | --------------- | ------------------------ |
| attuale               | actuel          | dël di d'ancheuj         |
| ricordare             | rappeler        | ten-e da ment            |
| Dio, Nostro Signore   | Dieu            | Nosgnor                  |
| giorno, dì            | jour            | di                       |
| in altre parole       | c'est-à-dire    | visadì                   |
| in più                | de plus         | an dzorpì                |
| possedere, avere      | posséder        | avèj                     |
| prendere, pigliare    | prendre         | pijé                     |
| successione, sequenza | suite           | sequènsa, squènsa        |
| un punto di vista     | un point de vue | na mira                  |
| usare, adoperare      | utiliser        | dovré                    |
| lavorare              | travailler      | travajé                  |
| pulire                | nettoyer        | storcionè, polidè, netiè |
| computer              | ordinateur      | elaborator/ordinator     |

### Somiglianze tra il piemontese e il francese (e differenze con l'italiano)
| Piemontese        | Francese    | Italiano              |
| ----------------- | ----------- | --------------------- |
| alman             | allemand    | tedesco               |
| abimé             | abîmer      | consumare             |
| adrëssa           | adresse     | indirizzo             |
| amusé             | amuser      | divertire             |
| ambrassé          | embrasser   | abbracciare           |
| anlevé, gavè      | enlever     | togliere              |
| anviron           | environ     | circa                 |
| antamné, 'ncaminè | entamer     | incominciare          |
| anvìa             | envie       | voglia                |
| ancheuj           | aujourd'hui | oggi                  |
| apress            | après       | dopo                  |
| aragn             | araignée    | ragno                 |
| arlev             | relève      | ricambio              |
| arsòrt            | ressort     | molla                 |
| articiòch         | artichaut   | carciofo              |
| asar              | hasard      | caso                  |
| atrapé            | attraper    | prendere              |
| assiëtta          | assiette    | piatto                |
| assè              | assez       | abbastanza            |
| avion             | avion       | aereo                 |
| bajé              | bailler     | sbadigliare           |
| badiné            | badiner     | scherzare             |
| bassin            | bassin      | bacinella             |
| bëcheria          | boucherie   | macelleria            |
| bërgé             | berger      | pastore               |
| biso              | bijou       | gioiello              |
| blaga             | blague      | scherzo               |
| but               | but         | scopo                 |
| boita             | boîte       | scatola               |
| bodé, fè 'l sape  | bouder      | fare il broncio       |
| bocla             | boucle      | fibbia                |
| bòsch             | bois        | legno                 |
| brisé, s-ciapè    | briser      | rompere               |
| bogé              | bouger      | muovere               |
| bonet             | bonnet      | cappello              |
| boneur            | bonheur     | felicità              |
| busson, nata      | bouchon     | tappo                 |
| cassé             | casser      | rompere               |
| caté              | acheter     | comprare              |
| camion            | camion      | autocarro             |
| cambrada          | camarade    | compagno              |
| campé             | camper      | buttare               |
| cadò              | cadeau      | regalo                |
| cadrega           | chaise      | sedia                 |
| chité             | quitter     | smettere              |
| chèr              | char        | carro                 |
| chen-a            | chaîne      | catena                |
| ciòca             | cloche      | campana               |
| ciresa            | cerise      | ciliegia              |
| clavié            | clavier     | tastiera              |
| cocómber          | concombre   | cetriolo              |
| còfo              | coffre      | forziere              |
| cogé              | coucher     | coricare              |
| complenta         | complainte  | lamentazione          |
| còrbela           | corbeille   | cesto                 |
| corèja            | courroie    | cinghia               |
| cotin             | cotillon    | gonna                 |
| crajon            | crayon      | matita                |
| cress             | crèche      | asilo nido            |
| darmage           | dommage     | danno                 |
| dëscroché         | décrocher   | sganciare             |
| dësrangé          | déranger    | disturbare            |
| dont              | dont        | di cui/del quale      |
| dròlo             | drôle       | strano                |
| drapò             | drapeau     | bandiera              |
| dressé            | dresser     | addestrare            |
| scran             | écran       | schermo               |
| euvra             | œuvre       | opera                 |
| eva               | eau         | acqua                 |
| fat               | fade        | insipido              |
| fasson            | façon       | modo                  |
| folar             | foulard     | fazzoletto da collo   |
| fòta              | faute       | errore                |
| fusëtta           | fusée       | missile               |
| gravé             | graver      | imprimere             |
| grimassa          | grimace     | smorfia               |
| làit              | lait        | latte                 |
| lapin             | lapin       | coniglio              |
| lerma             | larme       | lacrima               |
| lésa              | luge        | slitta                |
| lingeria          | lingerie    | biancheria            |
| logé              | loger       | alloggiare            |
| madama            | madame      | signora               |
| marié             | marier      | sposare               |
| maleur            | malheur     | disgrazia             |
| menage            | menage      | gestione              |
| mersi             | merci       | grazie                |
| miràj             | miroir      | specchio              |
| midem             | même        | lo stesso             |
| minusié           | menuisier   | falegname             |
| mitoné            | mitonner    | cuocere a fuoco lento |
| mësson            | moisson     | raccolto              |
| meison            | maison      | casa                  |
| mucioar           | mouchoir    | fazzoletto            |
| monsù             | monsieur    | signore               |
| mojen             | moyen       | mezzo                 |
| monté             | monter      | salire                |
| mossé             | mousser     | spumare               |
| mòt               | mot         | parola                |
| novod             | neveu       | nipote                |
| nuansa            | nuance      | sfumatura             |
| òj                | oui         | si                    |
| ordinator         | ordinateur  | computer              |
| orissi            | orage       | temporale             |
| ovrié             | ouvrier     | operaio               |
| papé              | papier      | carta                 |
| parèj             | pareil      | così                  |
| parpajon          | papillon    | farfalla              |
| partagé           | partager    | spartire              |
| paja              | paille      | cannuccia             |
| pia               | pie         | gazza ladra           |
| piòta             | patte       | zampa                 |
| planeur           | planeur     | aliante               |
| plenta            | plainte     | querela               |
| pòis              | pois        | pisello               |
| poma              | pomme       | mela                  |
| possé             | pousser     | spingere              |
| rainura           | rainure     | scanalatura           |
| rangé             | arranger    | aggiustare            |
| ravin             | ravin       | burrone               |
| regret            | regret      | dispiacere            |
| rèid              | raid        | rigido                |
| ridò              | rideau      | tenda                 |
| roa               | roue        | ruota                 |
| sàber             | sabre       | sciabola              |
| sabòt             | sabot       | zoccolo               |
| sagrin            | chagrin     | preoccupazione        |
| safeur            | chauffeur   | autista               |
| salada            | salade      | insalata              |
| sapin             | sapin       | abete                 |
| salòp             | sale        | sporco                |
| sèleri            | céleri      | sedano                |
| soagné            | soigner     | curare                |
| seurti            | sortir      | uscire                |
| spurì             | pourri      | appassito/marcio      |
| strop             | troupeau    | gregge/mandria        |
| stagera           | étagere     | scaffale              |
| sombr             | sombre      | scuro                 |
| tasté             | tâter       | assaggiare            |
| tèit              | toit        | tetto                 |
| tisòire           | ciseaux     | forbici               |
| tramblé           | trembler    | tremare               |
| travajé           | travailler  | lavorare              |
| tricoté           | tricoter    | lavorare a maglia     |
| tomatica          | tomate      | pomodoro              |
| tombé             | tomber      | cadere                |
| utiss             | outil       | attrezzo              |
| vagner            | gagner      | vincere               |
| vitura            | voiture     | auto                  |
| zibié             | gibier      | selvaggina            |

## Cinema in Piemontese
- Le miserie 'd Monsù Travet, tratto dall'omonima commedia di Vittorio Bersezio[48]
- E fu sera e fu mattina, film di Emanuele Caruso con dialoghi in italiano e in piemontese [49]

## Piemontese d'Argentina

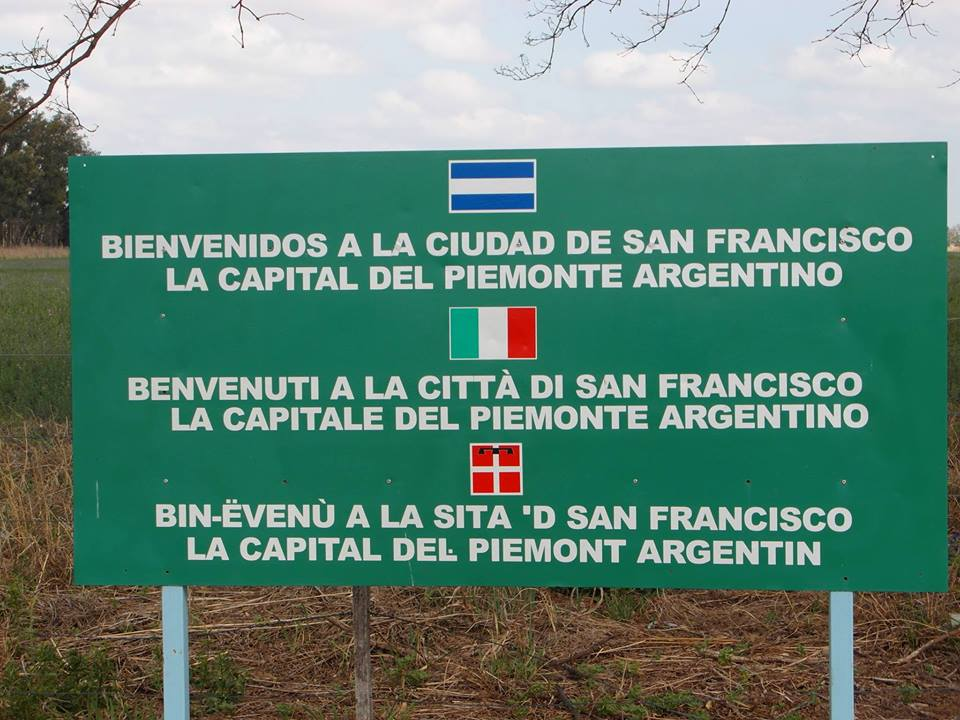
Cartello trilingue in spagnolo, italiano e piemontese a San Francisco, Córdoba (Argentina)

Il piemontese d'Argentina, chiamato anche localmente Piemontèis, fa parte tuttora della memoria storica della colonizzazione gringa della pampa argentina e tutti i discendenti di piemontesi ne hanno un ricordo più o meno recente. Non esistono censimenti sul numero attuale di parlanti, i quali sono presenti sia nelle province di Buenos Aires, La Pampa e Entre Ríos, sia soprattutto nelle province di Santa Fe e Córdoba, dove costituiscono una quota importante della popolazione e dove il piemontese ha avuto un ruolo sociale notevole accanto allo spagnolo, in particolare nelle vaste praterie a sud del Mar Chiquita, intorno alla città di San Francisco, in cui è stato per un certo tempo lingua maggioritaria, appresa per necessità anche dalle minoranze non-piemontòfone che si insediavano nella zona. La facoltà di lingue dell'ateneo di Córdoba organizza annualmente corsi di lingua piemontese, differenziati in base al livello di preparazione iniziale. Illustre locutore argentino del piemontese era il pontefice papa Francesco, che lo considera come la propria madrelingua.
Dal punto di vista linguistico il piemontese d'Argentina è aderente al piemontese occidentale, sebbene sia scevro di alcune influenze italiane più recenti e abbia in cambio ricevuto apporti spagnoli dal contatto con la lingua ufficiale argentina. Oltre al piemontese della pianura occidentale (la base della koinè), non è chiaro se altre varietà piemontesi siano sopravvissute in Argentina.